# Trinitatiskirche (Zwönitz)

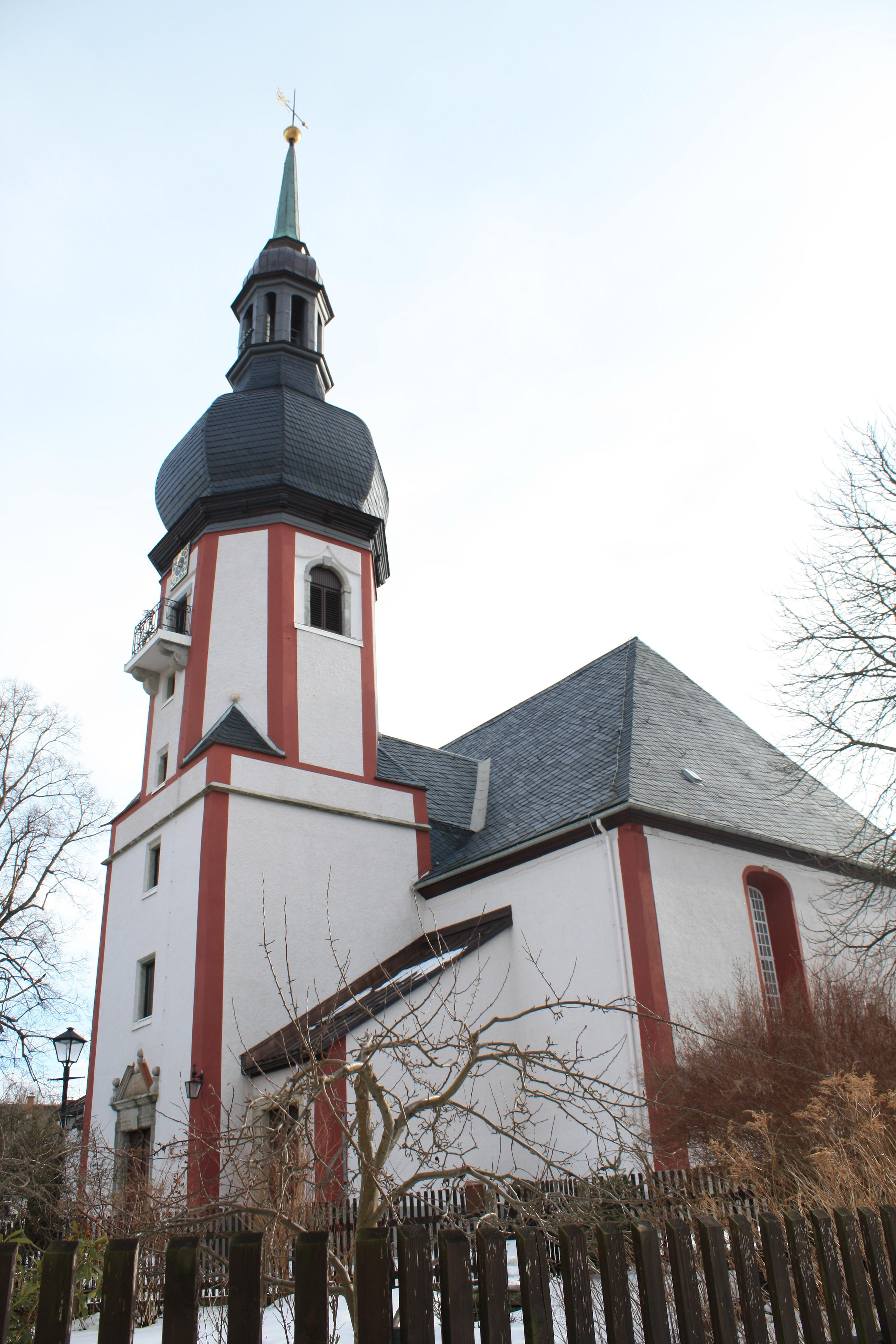
Trinitatiskirche (Zwönitz)

Die evangelische Trinitatiskirche ist eine barocke Emporenhalle in Zwönitz im Erzgebirgskreis in Sachsen. Sie gehört zur Ev. - Luth. Kirchgemeinde Zwönitz im Kirchenbezirk Annaberg der Evangelisch-Lutherischen Landeskirche Sachsens.

## Geschichte und Architektur

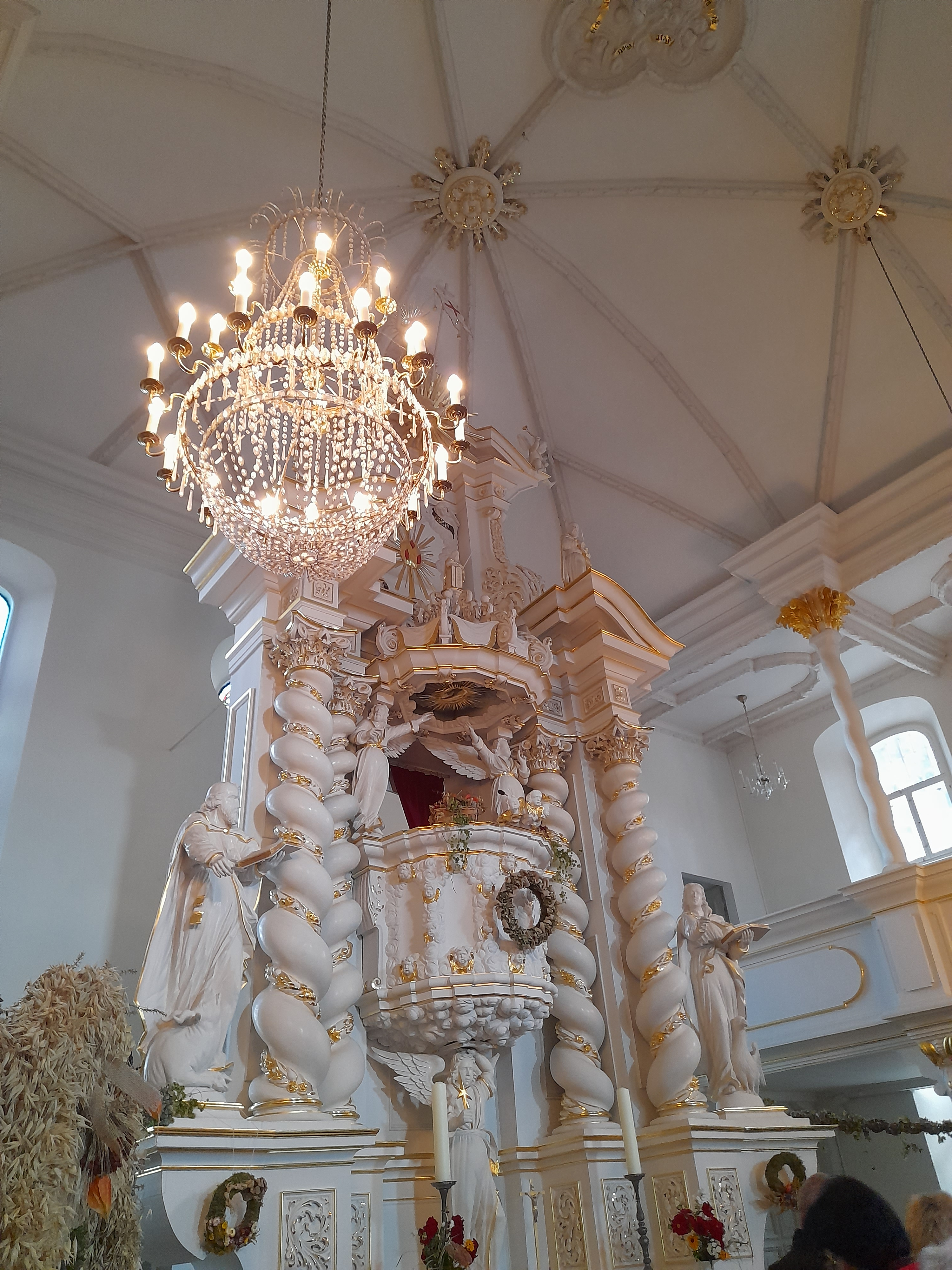
Kanzelaltar und Seitenschiff

Die barocke, einschiffige Trinitatiskirche wurde von 1688 bis 1692, nach einem Stadtbrand, durch Johann Paul aus Adorf wieder aufgebaut. Die wehrhaften Mauern des Kirchenschiffs, das quer zum Turm verläuft, wirken burgartig. Eine solche Bauweise ist für erzgebirgische Kirchen untypisch. Die Kirche wurde in den Jahren 1890/1891 sowie 1938 im Inneren renoviert, eine weitere Restaurierung erfolgte zu Beginn der 1980er Jahre.
Das Bauwerk ist als verputztes Bruchsteinbauwerk mit geradem Ostschluss ausgeführt. Schmale Korbbogenfenster zwischen kräftigen Strebepfeilern erhellen das Innere. Im Nordosten ist die Sakristei angebaut. Der Nordturm von 1724 mit quadratischem Grundriss und sechseckigem Obergeschoss hat ein achteckiges Glockengeschoss mit welscher Haube und hoher Laterne. Die Turmuhr wurde 1747 von einem Lößnitzer Uhrmacher hergestellt.
Der hauptsächlich weiß gefasste Innenraum ist ein Saal mit Emporen in den Seitenschiffen. Die Pfeiler von den Emporen zu den Decken sind als Palmen mit gedrehten Stämmen ausgebildet, mit vergoldeten Baumkronen als  Kapitellen. Über den Seitenschiffen sind die Decken flach, aber mit Gliederung in Joche und geometrischen Stuckleisten in den Feldern. Das Mittelschiff hat ein segmentbogiges Tonnengewölbe. Die daran angebrachten hölzernen Rippen sind mit schlusssteinartigen Rosetten und mit drei Vierpässen mit einer Darstellung der Dreifaltigkeit versehen. Die Rippen im Chor sind als Sterngewölbe gestaltet. Die Ratsloge ist unter der Orgelempore im Erdgeschoss angeordnet und trägt eine reich geschnitzte Bekrönung mit dem seitenverkehrten Zwönitzer Wappen, das von zwei Bergleuten gehalten und von Allegorien der Gerechtigkeit und Weisheit flankiert wird. Ähnliches Schnitzwerk ist auch über den Türen zur Empore und zur tonnengewölbten Sakristei zu finden.

## Ausstattung
Der Portikus-Kanzelaltar wurde Anfang des 18. Jahrhunderts als Teil des barocken Schnitzwerks vom Zwönitzer Holzbildhauer Gottfried Ullrich angefertigt. Der Kanzelkorb ist wie eine Wolke gebildet, ist mit zahlreichen Engelsköpfen besetzt und wird von Engeln getragen. Zwei weitere Engel tragen den Schalldeckel, auf dessen Krone Gottvater dargestellt ist. Als Rahmung dienen gedrehte, rankenumwundene Doppelsäulen mit geschweiftem Giebel und Strahlenkranz, der ebenfalls von Wolken und Engelsköpfen umgeben ist. Die Bekrönung bildet der auferstandene Christus mit der Siegesfahne; seitlich sind die Figuren der Evangelisten angeordnet. Die runde Marmortaufe mit einem Holzdeckel mit klassizistischem Schmuck stammt vom Beginn des 19. Jahrhunderts. Neben dem marmornen Taufstein vom Anfang des 19. Jahrhunderts, einer barocken Taufe aus Sandstein und einem Kugelleuchter von 1704 befindet sich zur Weihnachtszeit im Innenraum ein 40 cm hohes, holzgeschnitztes Bornkinnel. Die farbig bemalte, barocke Figur von 1688 steht, mit einem roten Samtkleid geschmückt, auf einer mit Sternen verzierten Kugel und trägt in ihrer linken Hand eine Weltkugel mit einem aufgerichteten Kreuz.
Über der Nordempore ist ein auf Holz gemaltes Bild des Zwönitzer Schulrektors Israel Junghanns in einem Rahmen mit Rollwerk aus der Zeit um 1700 zu finden. Drei Pfarrerbildnisse wurden gegen Mitte des 18. Jahrhunderts als Ölgemälde ausgeführt. Vier geschnitzte und gefasste Sargschilde von Bergleuten aus dem ersten Viertel des 18. Jahrhunderts sind mit Darstellungen der Kreuzigung und der Auferstehung in Akanthusumrahmung mit Engelskopf versehen. Eine Darstellung der Szene im Garten Gethsemane und der Auferstehung mit Stiftermonogramm wurde in der Mitte des 18. Jahrhunderts geschaffen.

## Orgel

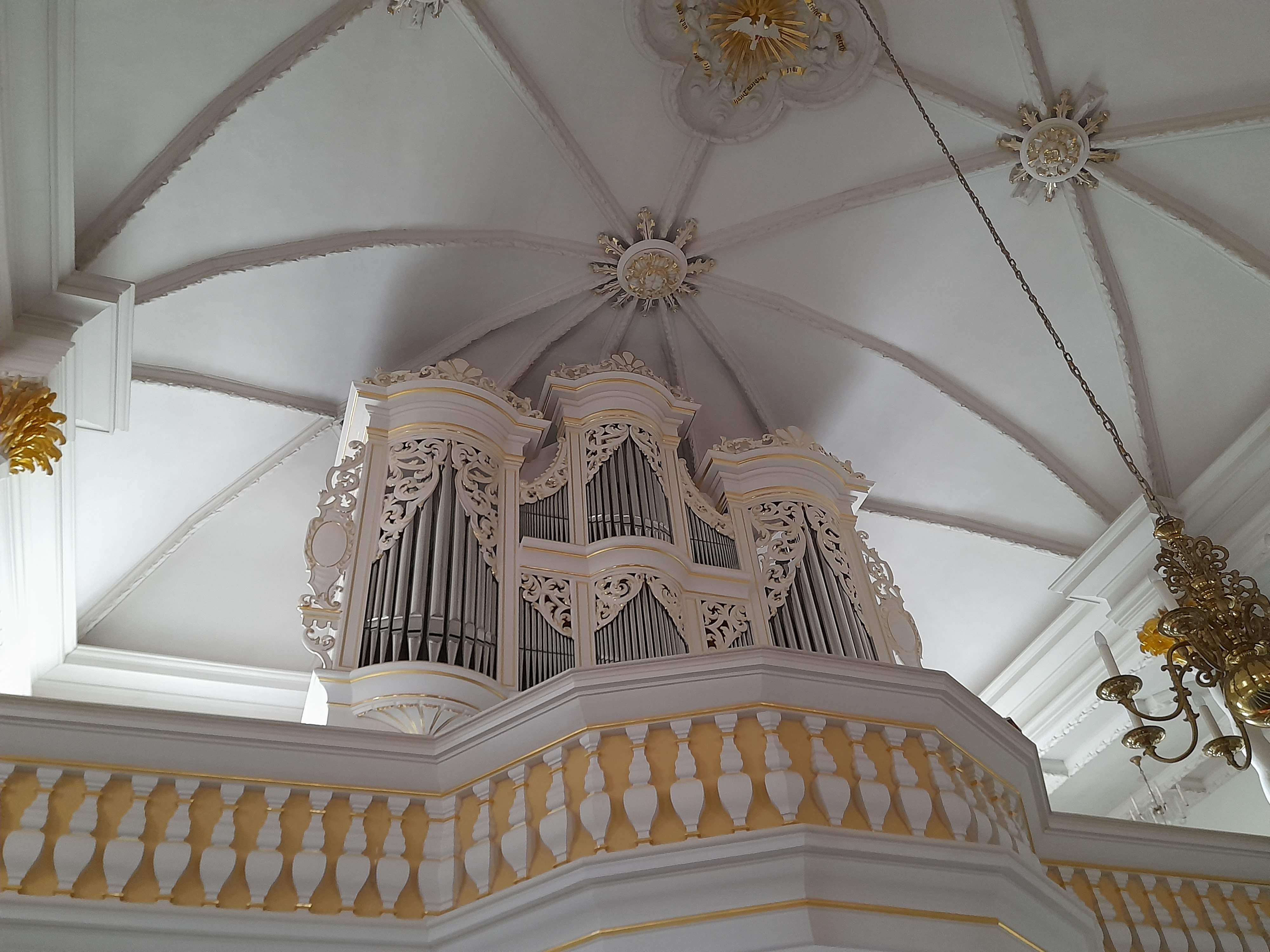
Orgel unter der Segmenttonne des Mittelschiffs

Die ursprüngliche Orgel war ein Werk von Johann Christoph Gottlob Donati aus dem Jahr 1732 und wurde – nach mehreren Neubauten – im Jahr 1993 unter Beibehaltung des Prospekts durch ein Werk der Firma Eule Orgelbau mit 32 Registern auf zwei Manualen und Pedal ersetzt. Die Disposition lautet wie folgt:
| I Manual C–g3     |       |
| Bordun            | 16′   |
| Prinzipal         | 8′    |
| Rohrflöte         | 8′    |
| Oktave            | 4′    |
| Holzflöte         | 4′    |
| Quinte            | 2 ⁄3′ |
| Superoktave       | 2′    |
| Waldflöte         | 2′    |
| Quinte            | 1 ⁄3′ |
| Cornett V (ab g0) | 8′    |
| Mixtur V          | 1 ⁄3′ |
| Trompete          | 8′    |

| II Manual C–g3 |        |
| Gedackt        | 8′     |
| Offenflöte     | 8′     |
| Viola di Gamba | 8′     |
| Prinzipal      | 4′     |
| Spitzflöte     | 4′     |
| Rohrnasat      | 2 ⁄3′  |
| Oktave         | 2′     |
| Terz           | 1 3⁄5′ |
| Sifflöte       | 1 ⁄3′  |
| Oktave         | 1′     |
| Scharf IV      | 2′     |
| Cromorne       | 8′     |

| Pedal C–f1    |     |
| Prinzipalbaß  | 16′ |
| Subbass       | 16′ |
| Oktavbaß      | 8′  |
| Baßflöte      | 8′  |
| Choralbaß     | 4′  |
| Pedalmixtur V |     |
| Posaune       | 16′ |
| Clarine       | 4′  |

- Koppeln: II/I, I/P, II/P

## Geläut
Das Geläut besteht aus drei Stahlhartgussglocken, der Glockenstuhl ist aus Eichenholz, die Glockenjoche sind aus Stahl, gekröpft gefertigt
Im Folgenden eine Datenübersicht des Geläutes:
| Nr. | Gussdatum | Gießer                                 | Durchmesser | Masse   | Schlagton |
| --- | --------- | -------------------------------------- | ----------- | ------- | --------- |
| 1   | 1954      | Glockengießerei Schilling & Lattermann | 1560 mm     | 1550 kg | e         |
| 2   | 1921      | Glockengießerei Schilling & Lattermann | 1240 mm     | 750 kg  | g’        |
| 3   | 1921      | Glockengießerei Schilling & Lattermann | 1030 mm     | 400 kg  | b’        |